# Love (et ses petits désastres)
Pour les articles homonymes, voir Love.
Pour plus de détails, voir Fiche technique et Distribution.
Love (et ses petits désastres) (Love and Other Disasters) est un film britannico-français réalisé par Alek Keshishian, sorti en 2006.

## Synopsis
À Londres, Emily Jackson, surnommée « Jacks », travaille pour le magazine britannique Vogue où elle supervise le déroulement de séances photographiques. Elle joue les entremetteuses pour ses meilleurs amis : son colocataire gay Peter et la névrosée Tallulah, complexée par une riche et excentrique mère, Felicity. Cependant, la vie sentimentale de la jeune femme est peu reluisante : Jacks continue de voir son ex petit ami, pour qui elle n'éprouve plus aucun sentiment.
Mais les histoires de cœur mouvementées du trio vont prendre un tournant majeur : Jacks fait la rencontre de Paolo, nouvel assistant du photographe, qu'elle croit être homosexuel, alors que Peter a le coup de foudre pour un vendeur d'art qu'il a aperçu furtivement - et dont Felicity retrouve finalement la trace à New York ; de son côté, Tallulah semble enfin trouver le bonheur aux bras d'un nouvel amant... Mais pour combien de temps ?

## Fiche technique
- Titre : Love (et ses petits désastres)
- Titre original en anglais : Love and other disasters (amour et autres désastres)
- Réalisation : Alek Keshishian
- Scénario : Alek Keshishian
- Producteurs : Alison Owen, Alek Keshishian et Virginie Besson-Silla
- Producteur exécutif : David Fincher
- Coproducteur britannique : Steve Clark-Hall
- Chef opérateur : Pierre Morel
- Montage : Nick Arthurs
- Chef décorateur : Alice Normington
- Chef costumière : Michele Clapton
- Casting au Royaume-Uni : Kate Dowd
- Son : Simon Hayes
- Monteur son : Laurent Kossayan
- Mixeur : François-Joseph Hors
- Directeur de post-production : Eric Bassoff
- Musique originale : Alexandre Azaria
- Pays d'origine :  France,  Royaume-Uni
- Format : couleur - 2,35:1 - DTS / Dolby Digital / SDDS - 35 mm
- Genre : comédie, romance
- Durée : 90 minutes
- Dates de sortie : 
  - 9 septembre 2006 au Festival international du film de Toronto, au Canada,
  - 25 avril 2007 en France.
- Distribution et production : EuropaCorp et EuropaCorp Distribution

## Distribution
Le groupe d'amis londoniens :
- Brittany Murphy (VF : Dorothée Pousséo) : Emily Jackson, alias Jacks
- Matthew Rhys (VF : Thomas Roditi) : Peter Simon, son colocataire, potentiel scénariste de cinéma
- Catherine Tate (VF : Danièle Douet) : Tallulah Riggs-Wentworth, riche désabusée et excentrique, amie de Jacks et Peter

Les hommes dont le trio s'éprend :
- Santiago Cabrera (VF : Emmanuel Garijo) : Paolo Sarmiento, assistant photographe
- Elliot Cowan (VF : Arnaud Arbessier) : James Wildstone, l'ex petit ami de Jacks
- Will Keen : David Williams, vendeur d'art
- Adam Rayner : le faux David / Tom
- Daniel Njo Lobé (VF : lui-même) : Freedom, amant noir de Tallulah

Les deux acteurs interprétant les personnages principaux dans le film de Peter :
- Gwyneth Paltrow (VF : Hélène Bizot) : elle-même interprétant Jacks
- Orlando Bloom : lui-même interprétant Paolo

Autres :
- Stephanie Beacham : Felicity Riggs-Wentworth, la mère de Tallulah
- Jamie Sives (VF : Pierre Tessier) : Finlay McMillian
- Michael Lerner : Marvin Berstein
- Frédéric Anscombre : Sasha Santori, le photographe de mode
- Philippine Leroy-Beaulieu : Daphne Spring , la rédactrice en chef de Vogue
- Samantha Bloom : Pandora
- Tony MacMurray : Klauss Fassbinder, le créateur de mode
- Dawn French : la thérapeute
- Richard Wilson : l'employé de mairie
- Angus Deayton : la célébrité
- Jamie Honeybourne : Unicorn Gallagher

 Source et légende : version française (VF) sur RS Doublage

## Commentaires
En périphérie de la comédie et des quiproquos, sont évoqués d'autres sujets. Un ami de Jacks et Peter vit un long deuil après la mort de son amant du sida. 
À la fin du film, Peter se lance dans l'écriture d'un scénario inspiré de l'histoire de Jacks et Paolo. La scène à laquelle participent Gwyneth Paltrow et Orlando Bloom est réalisée comme la fin hollywoodienne du film de l'histoire de l'assistante de Vogue et du photographe argentin.

## L'univers deLovepar son réalisateur
« Jacks correspond vraiment à l’image que je me fais d’une héroïne de comédie romantique, trop belle pour être vraie, jolie, intelligente et bien sûr, complètement aveugle quant à ses propres défauts. Elle incarne le personnage-clé de la comédie romantique classique, basée sur le quiproquo. »
Peter :
« Peter, au contraire de Jacks, n’est pas un personnage typique de la comédie romantique. Cette fois, le colocataire gay n’est pas simplement le meilleur ami utilisé pour le versant comique de l’histoire, il développe sa propre intrigue dans le film. J’ai utilisé Peter comme l’ancre à laquelle raccrocher l’élément autocritique du film. Son histoire est moins glamour, mais elle me paraît plus réaliste. » 
Paolo :
« J’ai fait de Paolo un Argentin pour faire avancer l’intrigue, dans le sens où un Argentin, contrairement à un Espagnol par exemple, n’aurait pas le droit de travailler en Angleterre, ce qui me permettait d’introduire l’argument du mariage blanc. Cela contribue aussi à renforcer le quiproquo central, lié à la fois à la langue et à la culture de Paolo. Enfin, j’avais le sentiment qu’en en faisant un Argentin, je renforçais la distance du personnage avec le monde de la mode dans lequel Jacks évolue. Paolo incarne un point de vue plus naturel, plus authentique aussi, libéré de toute affectation. » 
Le monde de la mode :
Love (et ses petits désastres), situé dans le milieu de la mode, égratigne la superficialité de cet univers. Le monde de l’art contemporain se voit lui aussi traité avec une certaine ironie. « J’éprouve des sentiments mitigés vis-à-vis de ces deux univers. D’un côté, la plupart de mes amis travaillent dans l’un de ces milieux, et leur œuvre est bien moins glamour que ce que la plupart des gens imaginent. D’un autre côté, et de façon plus profonde, je trouve ces deux milieux légèrement ridicules. Et je crois franchement que la plupart des gens que je respecte, même s’il travaille dans la mode ou l’art, sont conscients de l’absurdité inhérente à ces univers. »